# Robert Raynal
Pour les articles homonymes, voir Raynal.
Pas d'image ? Cliquez ici

a Compétitions nationales et continentales officielles uniquement.

Dernière mise à jour le 31 juillet 2013.
Robert Raynal, né le 27 juillet 1936 à Perpignan et mort le 29 octobre 2010 à Marseille, est un joueur français de rugby à XV. Demi d'ouverture formé à Castres et Perpignan, Bob est le fils de l'international François Raynal. Son palmarès comprend un titre de champion de France avec l'AS Béziers en 1961.

## Biographie

### Jeunesse et débuts
Robert Raynal commence sa carrière en 1953 au Castres olympique, club où son père est entraîneur. Ses bonnes prestations le propulsent rapidement en juniors A et lui ouvrent les portes de l'équipe des moins de 18 ans des Pyrénées. À la suite d'un nouveau déménagement, il retourne à Perpignan où il intègre le lycée Arago et l'USA Perpignan. Il remporte le titre de champion de France juniors avec les Sang et Or en 1956. Le Catalan intègre l'équipe première de Perpignan au début de la saison 1956-1957. En novembre 1956, il joue avec l'équipe de France B (l'anti-chambre du XV de France) un match contre la sélection nationale des Domenech, Boniface et Celaya à Mont-de-Marsan. À l'issue de la saison, il quitte Perpignan pour poursuivre ses études de droit à Paris. Il rejoint alors les rangs du Racing Club de France. Avec les Racingmen, il devient champion de France des réserves en mai 1958 face au Stade montois.

### Carrière avec l'AS Béziers
Nommé inspecteur des impôts à Béziers, Raynal s'engage avec l'AS Béziers à l'été 1958. En mai 1960, l'AS biterroise accède pour la première fois de son histoire à la finale du championnat de France : Raynal inscrit l'unique essai des Héraultais, qui s'inclinent néanmoins face à Lourdes 11 à 14. Une semaine plus tard, le Catalan perd la finale du Challenge Yves du Manoir face au Stade montois. La saison suivante, Raynal et Béziers se hissent à nouveau en finale du Championnat de France : le 28 mai 1961, ils s'imposent 6 à 3 face à l'US Dax grâce à un drop inespéré de Pierre Danos en fin de match. Béziers remporte le premier de ses 11 boucliers de Brennus.
Bob Raynal manque une partie de la saison 1961-1962 à cause de son service militaire, qu'il effectue en Algérie pendant la guerre[réf. nécessaire]. Absent pour la finale du championnat de France, que Béziers joue contre le SU Agen, il est en revanche présent pour la finale de la Coupe d'Europe des clubs champions FIRA disputée le 24 juin 1962 à Bucarest contre le Grivita Rozie. Les Biterrois remportent la première édition de la Coupe d'Europe de rugby en dominant les Roumains sur le score de 19 à 3.

### Fin de carrière précipitée
Le 17 mars 1963, Bob Raynal se blesse gravement lors d'une match à Pau. Touché à un rein, l'ouvreur biterrois est opéré dans une clinique paloise. Son rein est sauvé, mais sa carrière au haut niveau s'arrête prématurément, à l'âge de 26 ans. Il reprend le rugby pour le plaisir au SMUC à Marseille, puis à Clermont-Ferrand où il intègre l'École des impôts. Après avoir ouvert un cabinet d'expert-comptable à Coulommiers, il dispute des matchs au début des années 1970 avec les anciens du Racing Club de France, les Caïds.

## Palmarès
Avec l'USA Perpignan
- Coupe Frantz-Reichel
  - Champion (1) : 1956

Avec l'AS Béziers
- Championnat de France de première division :
  - Champion (1) : 1961
  - Vice-champion (1) : 1960
- Coupe d'Europe des clubs champions FIRA :
  - Champion (1) : 1962[7]
- Challenge Yves du Manoir :
  - Finaliste (1) : 1960